# 140 (getal)
140 (voluit honderdveertig) is het natuurlijke getal volgend op 139 en voorgaand aan 141.
140 is een harshadgetal.

## Overig
Honderdveertig is ook:
- Het jaar A.D. 140.
- Het jaar 140 v.Chr.
- Het aantal jaar dat Job nog geleefd zou hebben, nadat hij zijn onschuld heeft betuigd.